# ファッルフシヤル
ファッルフシヤル（ウルドゥー語: فرخ سیر, Furrukhsiyar, 1685年8月20日 - 1719年4月29日）は、ムガル帝国の第9代君主（在位：1713年 - 1719年）。シャー・ファッルフシヤル（Shah Furrukhsiyar）とも呼ばれる。父は第7代君主バハードゥル・シャー1世の次男アズィーム・ウッシャーン、母はアーサフ・ハーンの娘サーヒバ・ニズワーン。
1713年、ファッルフシヤルはサイイド兄弟の支持をうけてジャハーンダール・シャーを倒し、玉座を継承した。彼は政治的判断を兄弟に左右され、皇帝としての力量を十分に発揮できなかった。これより皇帝は有名無実と化した。
1719年2月、ファッルフシヤルはサイイド兄弟の陰謀で廃位・目つぶしのうえで幽閉され、完全に宮廷を牛耳るようになった彼らはラフィー・ウッダラジャートを後任とした。
廃位された後、ファッルフシヤルは逃亡しようとしたために絞殺されてしまう。

## 生涯

### 即位以前と即位

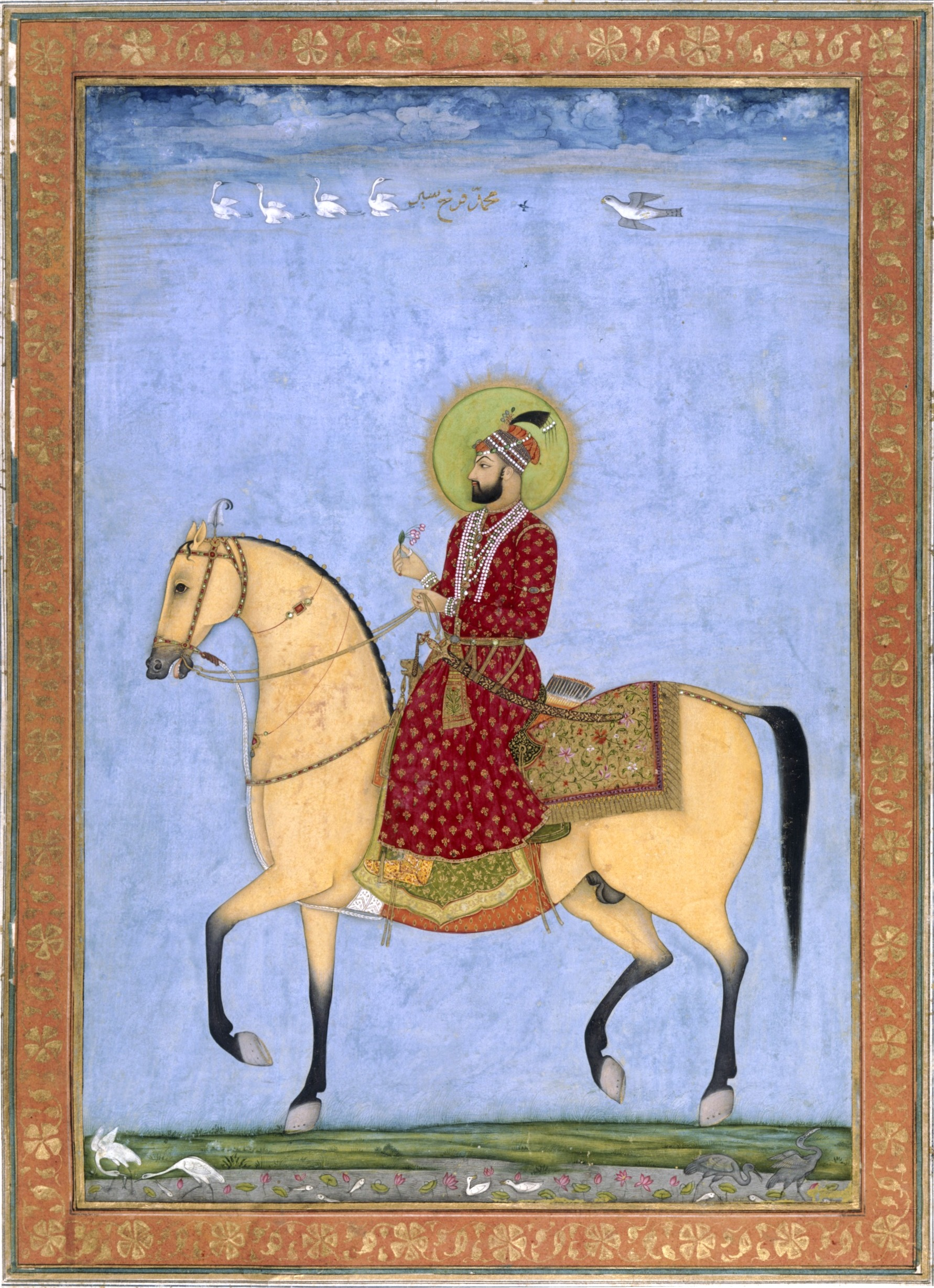
ファッルフシヤル

1685年8月20日、ファッルフシヤルは、バハードゥル・シャー1世の次男アズィーム・ウッシャーンの次男として生まれた。
ファッルフシヤルの父アズィーム・ウッシャーンはベンガル太守としてベンガルを統治していた。だが、1712年2月に皇帝バハードゥル・シャー1世が死んだことで皇位継承戦争に参加していたが、3月に兄のジャハーンダール・シャーに殺された。遺児であるファッルフシヤルはベンガルに一人残されたものの、ジャハーンダール・シャーの打倒をうかがっていた。
一方、ジャハーンダール・シャーは帝位についたのち、堕落した生活を送るようになり、デリーの宮廷はすっかり乱れてしまった。ファッルフシヤルはこうしたデリーの状況を見逃さず、同年4月17日に彼はベンガルのパトナで帝位を宣言し、ジャハーンダール・シャーとの対決姿勢を見せた。
ファッルフシヤルはジャハーンダール・シャーの軍と戦うため、ベンガルにおいて軍を召集し始めたが、彼はサイイド兄弟とも手を結ぶことにした。サイイド兄弟とは、アラーハーバード太守サイイド・アブドゥッラー・ハーン、ビハール太守サイイド・フサイン・アリー・ハーンの2人の兄弟のことである。
同年末にファッルフシヤルがデリーに向けて進軍するなか、ジャハーンダール・シャーも大軍をもって迎撃し、翌1713年1月10日にアーグラ付近サムーガルで対峙した（第二次サムーガルの戦い）。この戦いについて、ハーフィー・ハーンはその状況を伝記で、「階級の高低を問わず、あらゆる軍人はファッルフシヤルの勝利に希望を見出した」と述べている。
事実、皇帝軍は士気が衰えており分裂状態であり、一日で三者連合軍に簡単に打ち破られ、ジャハーンダール・シャーは捕えられた。翌1月11日にファッルフシヤルはアーグラで即位式を挙行し、ムガル帝国の皇帝となった。2月にはジャハーンダール・シャーをズルフィカール・ハーンとともに処刑し、大勢の皇子らを盲目にして幽閉した。

### 治世とサイイド兄弟の横暴

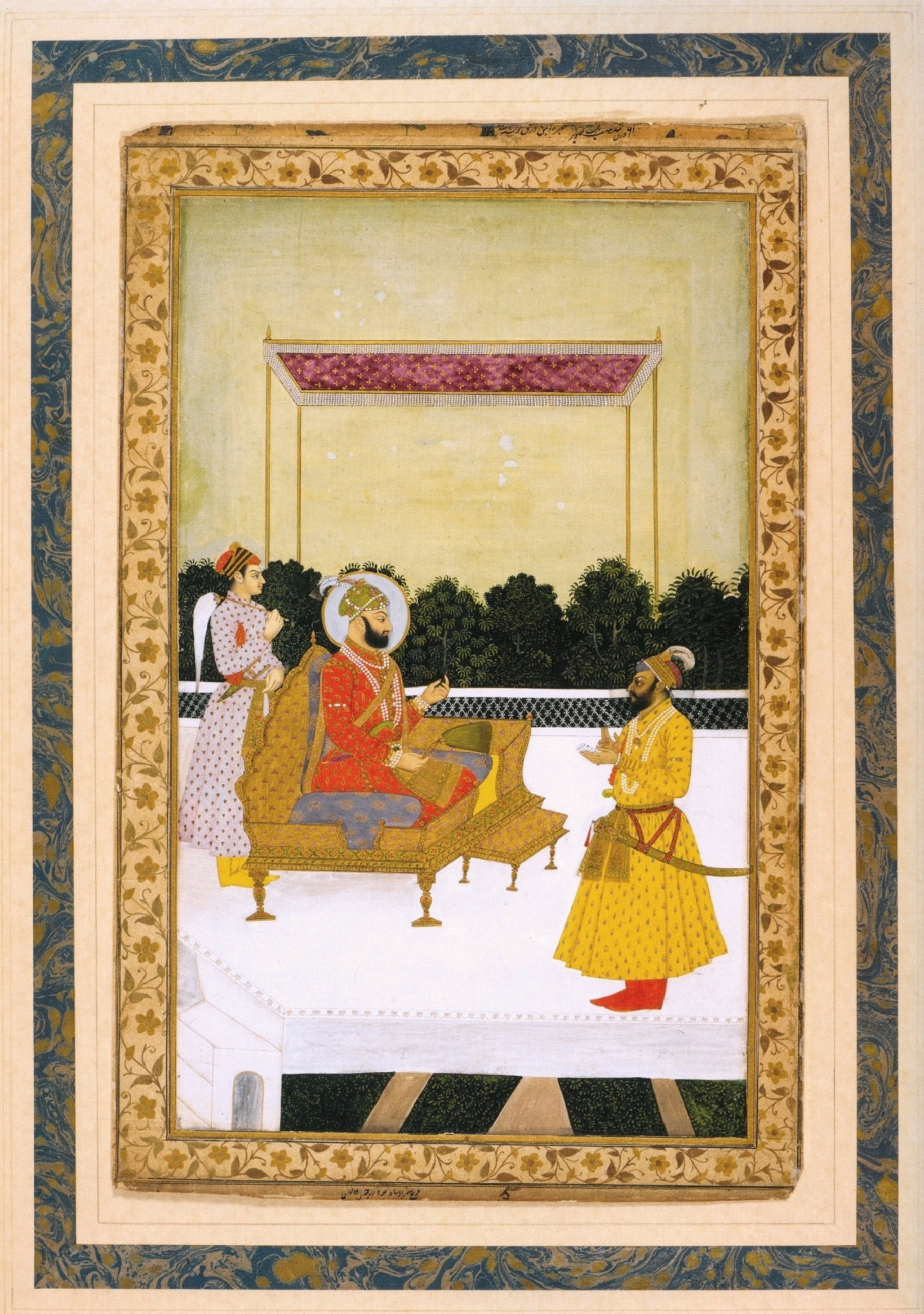
ファッルフシヤルとフサイン・アリー・ハーン

ムガル帝国の皇帝となったファッルフシヤルは、即位後すぐにサイイド兄弟の協力に対し報い、アブドゥッラー・ハーンを宰相と財務大臣（ワズィール）に、フサイン・アリー・ハーンを軍務大臣（ミール・バフシー、軍総司令官）にそれぞれ任じただが、ハーフィー・ハーンはこの任命をファッルフシヤルの最も大きな失策とだと語っている。なぜなら、これらの職に任命されたかつての人物は、「大変責任のある要職で、かつての王たちがその高い地位を授けたのは、賢明かつ高潔な人物で、驚くほど忍耐強く、豊富な経験をもち、その資質が長い経験によって試された人物」、であったからである。
ファッルフシヤル即位後、サイイド兄弟は皇帝の即位に反対した貴族たち大量に虐殺するなど、宮廷の分裂を招くことを平気でした。
同年、デカン地方のマラーター王国では、 バーラージー・ヴィシュワナートがマラーター王国の宰相となり、マラーターがさらに攻勢を強めてきた。パンジャーブではシク教徒の反乱が続き、1716年1月に帝国が反乱指導者バンダー・シングを処刑したのちも、同地では反乱が収まらず、ムガル帝国はパンジャーブの支配権を失いつつあった（とはいえ、シク教徒は内紛に明け暮れ、デリーに近かったことからイラン軍やアフガン軍の襲撃を受け、主権を確立したのは1765年のことだった）。また、デリー近くのアーグラでは、ジャート族たちがバラトプルに独自の政権を持ち、ムガル帝国に対して反乱を継続した。
帝国はこれら反乱軍を金で抱きこもうとしたが、広範囲に及ぶ飢饉が発生して歳入が急激に減少し、帝国は必要な費用すら払えなくなっていた。

### ベンガル・イギリスとの関係

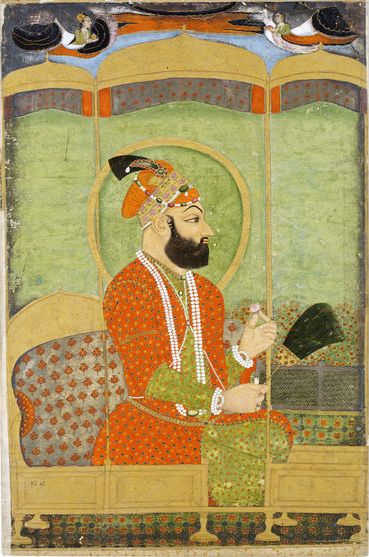
ファッルフシヤル（1715年）

ファッルフシヤルがベンガルを離れたことで、父の補佐だったムルシド・クリー・ハーンは半独立の立場をとることができ、1717年にファッルフシヤルは彼を正式にベンガル太守に任命した。
18世紀初頭にアウラングゼーブが死ぬと、ベンガル地方ではイギリスとフランスがそれぞれの拠点を中心にしのぎを削っていた。 カルカッタを拠点していたイギリス東インド会社は勢力の拡大を狙い、同年4 月にファッルフシヤルから自国に有利な勅状を出させた。
その勅状の内容とは関税の免除特権であり、「船によって国に輸入され、もしくは国から輸出される品物について、会社の封印のある許可状を提示したもののみ関税を免除される」というものだった。このとき与えられた免除特権では、イギリス東インド会社は関税なしで自由に物産を輸出入することができ、こうした物産の移動に対するスタッグと呼ばれる自由通関券する権利も与えられていた。
この免除特権は太守の税収の減少を意味し、また自由通関券を発行する権利は会社社員が私貿易の税を免除するのに利用され、以降太守らとの摩擦につながった。また、のちにイギリスが勢力を増長すると、彼らはこれに記された権利を広く解釈し、すべての私貿易と広範な品物の取引が無税であると主張するようになった（自由通関権）と考えるようになった。

### 廃位と死

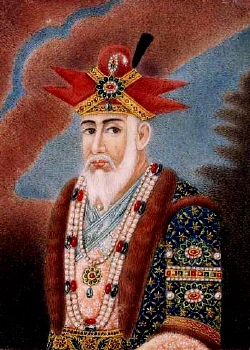
ファッルフシヤル

1718年9月、ファッルフシヤルはついにサイイド兄弟らに我慢ができなくなり、軍務大臣フサイン・アリー・ハーンに宮廷に出仕するよう命じた。この時、フサイン・アリー・ハーンはデカン総督としてにデカン地方に長期の軍事遠征で滞在していたが、11月にひとまず帝都に戻ることにした。
フサイン・アリー・ハーンはこの命令に危機を感じており、帰還したのちデリー近郊に陣を設け、彼は陣中で何度も「もはや自分は皇帝の家臣ではない」、と何度も言ったとされる。また、彼はこのとき反逆を明らかにするため、自身の太鼓を騒々しくたたかせた。家臣の太鼓を皇帝の居城の近くでたたかせるのは、著しく規律に違反する行為であった。
こうして、同年2月28日にフサイン・アリー・ハーンは兄アブドゥッラー・ハーンと合流したのち、デリー城を制圧し、皇帝ファッルフシヤルと面会した。アブドゥッラー・ハーンは面会時、皇帝ファッルフシヤルにこう言い放った。
| 「 | 「我々が陛下の為にあれだけ忠誠をつくしたというのに、恩知らずにも、その労に何一つ報いようとせず、悪意と疑いと裏切りで返してくるとは」 | 」 |

そして、彼らは帝国のあらゆる官職を要求し、ファッルフシヤルは恐ろしくなり、ハーレムへと逃げ込んだ。サイイド兄弟は追いかけ、屋上の隅に隠れていた皇帝を引きずり出し、廃位したのち盲目にしてデリー城で幽閉した。
サイイド兄弟はファッルフシヤルを廃位した日、新たな皇帝にファッルフシヤルの従兄弟であり、バハードゥル・シャー1世の三男ラフィー・ウッシャーンの息子ラフィー・ウッダラジャートを即位させた。
ファッルフシヤルは廃位されたのち、脱出計画が発覚したため、4月29日にサイイド兄弟の命によりデリー城で殺された 。

## 家族

### 后妃
- ファフルンニサー・ベーグム
- ガウハールンニサー・ベーグム
- インディラー・クンワル
- キシュトワールのラージャの娘

### 息子
- ファルフンダシヤル・バフト
- ジャハーン・ムラード・シャー

### 娘
- マリカ・ウッザマーニー・ベーグム